# Ferrando Valentí
Ferrando o Ferran Valentí i Galiana (Mallorca, p. 1410 - 1476) fou un jurista, humanista, escriptor i traductor mallorquí de família noble.
Entre 1416 i 1438 residí a la cort d'Alfons el Magnànim a Nàpols, on obtingué el títol de doctor en lleis el 1435. Allí va rebre la influència literària dels humanistes prerenaixentistes Leonardo Bruni i Antonio Beccadelli.
El 1438 ja havia tornat a Mallorca, on fou jurat de la ciutat i regne i formà part dels cercles italianitzants creats per influència de la cort napolitana. Va crear un cenacle literari on es comentaven les obres de Ciceró i, el 1450, en feu una traducció molt literal de les Paradoxes. L'any 1467 era conseller del Gran i General Consell, any del qual es conserva un parlament seu. També és autor de diverses cartes i poesies en llatí.

## El pròleg de les paradoxes
El pròleg de les Paradoxes és notable en diversos aspectes:
- Relaciona els autors de referència per un humanista il·lustrat de l'època (el seu mestre Bruni, Dant, Petrarca)
- Cita una relació d'autors "de la nostra nació catalana" en vulgar (Ramon Llull, Bernat Metge i alguns traductors d'obres clàssiques), esdevenint així el primer intent esquemàtic d'una història de la literatura catalana.
- Fa servir per primera vegada la paraula mallorquí en referència a la llengua, això ha fet suposar, amb posterioritat, que marcava l'inici documental d'una realitat lingüística diferencial, cosa que sembla una interpretació abusiva del text literal, el qual diu:

| «                             | Yo Ferrando Valentí, inerudit deixeble dels deixebles, he posada e transferida aquesta petita obreta de Tul·li, gran en sentència, de latí en vulgar materno e malorquí, segons la ciutat d'on so nat e criat e nodrit. | » |
| — Ferrando Valentí, Paradoxes | |   |

En primer lloc cal posar en relació que la frase es troba en el mateix text on se citen autors catalans pertanyents a la nostra nació catalana; també s'ha d'observar que vulgar materno e malorquí no són dues denominacions alternatives sinó sumatives, mallorquí és una característica que s'afegeix a vulgar i; finalment, mallorquí va seguit de segons la ciutat d'on so nat... és a dir que es refereix a la parla local urbana i illenca (aleshores Palma rebia el nom de Mallorca i molt poca gent parlava amb l'elevació de Misser Ferrando). En definitiva, es tracta més aviat d'una expressió retòrica de modèstia sobre l'ambició de l'obra i que, sense segregacionismes, dona legitimitat històrica i literària a la denominació de mallorquí per a la modalitat de la llengua catalana-valenciana-balear parlada al Regne de Mallorques.